# قشلاق مازان علیا
قشلاق مازان علیا یک روستا در ایران است که در دهستان اجارود شمالی واقع شده‌است. قشلاق مازان علیا ۶۴ نفر جمعیت دارد.